# Tealive
Tealive是一家成立于2017年，总部位于马来西亚的飲料连锁店。目前，它已在马来西亚開設了830家分店；除此之外他們也在文莱、澳大利亚、英国、菲律宾、越南、柬埔寨、缅甸和毛里求斯开设了多家分店。。
Tealive以其种类繁多的珍珠奶茶饮品而闻名，包括奶茶、水果茶和气泡茶。它还提供各种配料，如木薯珍珠、果冻、红豆等。

## 歷史

### 早期
年轻的企业家吕伟立以Chatime Malaysia的名义创立了该公司。然而，在2017年，Loo与Chatime在台湾的母公司之间的纠纷导致特许经营协议被终止。因此，吕伟立決定以新名称Tealive重新命名他的商店。Tealive于2017年2月17日由Loob Holding Sdn.Bhd.的首席执行官吕伟立推出。當年，他在吉隆坡柏威年广场附近推出了该品牌，并在2016年底开设了165家分店。

### 扩张
将Chatime Malaysia更名为Tealive是一项艰巨的任务。吕伟立必须创建一个全新的品牌标识，重新设计商店并改进菜单。
新的品牌标识强调了该品牌致力于仅使用优质成分并创造独特的风味组合。Tealive还推出了新产品，如奶酪泡沫茶，立即受到客户的欢迎。
Tealive的扩张并不止于此。该公司迅速开始在马来西亚开设新店，甚至扩展到其他国家，如澳洲和菲律賓。

### 立法的争议与斗争
2018年，在Chatime的母公司La Kaffa International对Tealive提起诉讼后，该公司受到法律纠纷的打击。La Kaffa声称Tealive窃取了他的商业机密并违反了他的特许经营协议。
在2019年，马来西亚法院裁定Tealive胜诉，称该公司没有违反任何协议或侵犯任何商业秘密。

### 未來發展
拥有东南亚最大泡沫红茶品牌的Loob Holding公司高层表示，一旦实现到2024年在大馬经营1000家Tealive门店的目标，该公司将考虑股票上市计划。